# Fläckig solblomfluga
Fläckig solblomfluga (Syrphus sexmaculatus) är en tvåvingeart som först beskrevs av Zetterstedt 1838.  Fläckig solblomfluga ingår i släktet solblomflugor, och familjen blomflugor.
Artens utbredningsområde är Sverige. Arten är reproducerande i Sverige. Inga underarter finns listade i Catalogue of Life.